# 福島千里

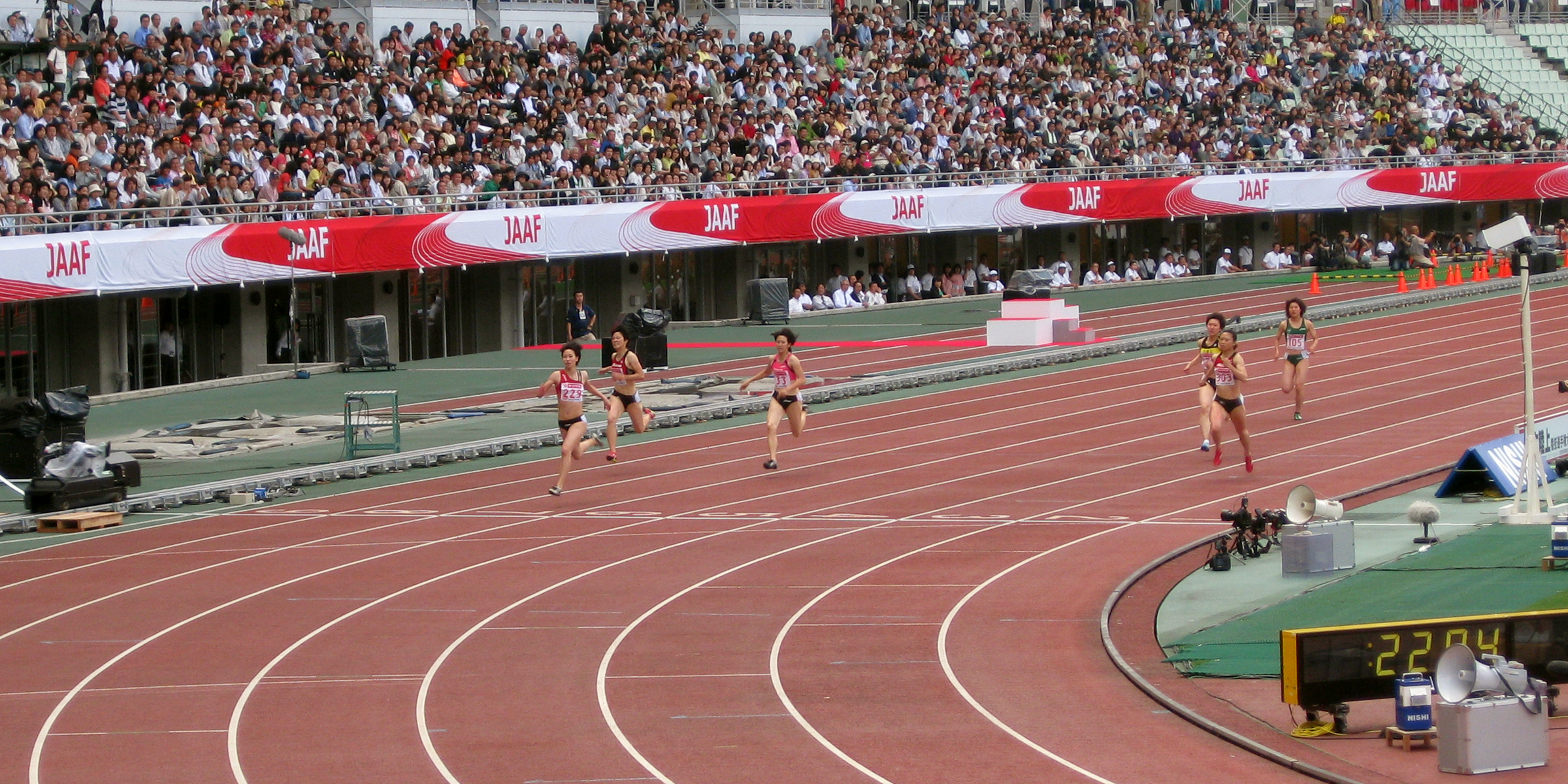
2012年日本陸上競技選手權大會女子200公尺

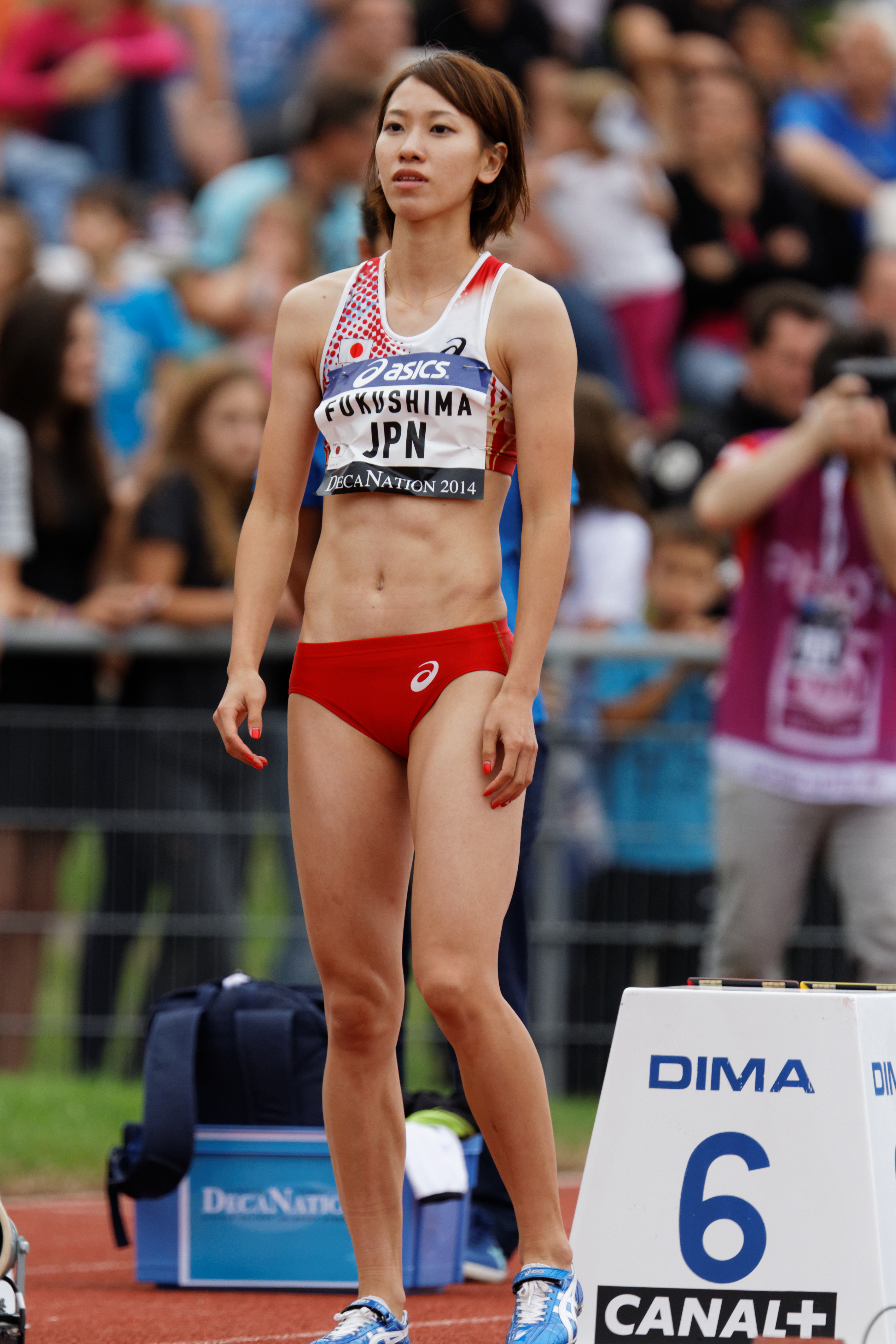
2014年DécaNation100公尺決賽

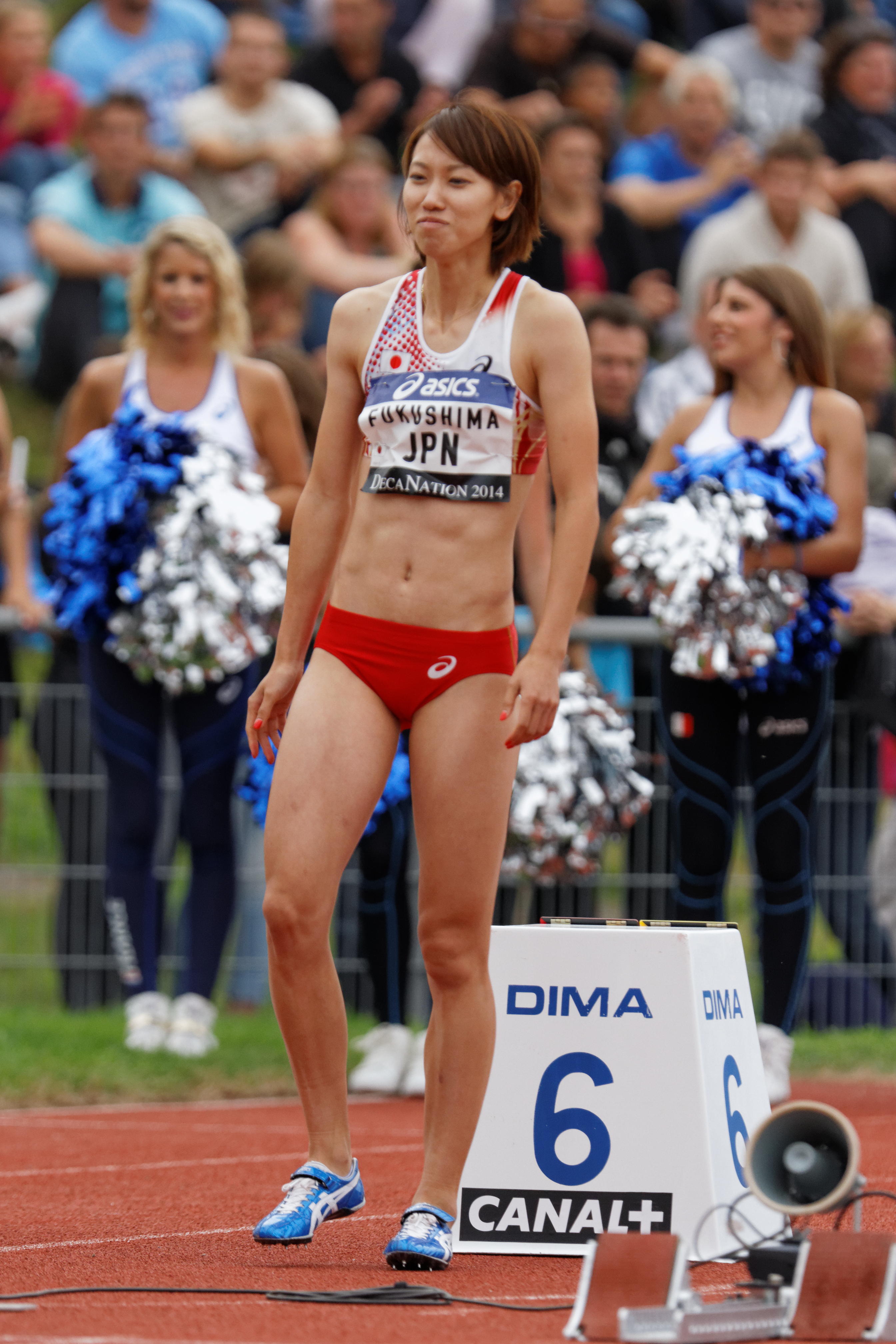
2014年DécaNation100公尺決賽

福島千里（日语：／ Fukushima Chisato，1988年6月27日—），出生於北海道中川郡幕別町，日本田徑運動員，專項為100m及200m。她也是在這兩個項目上的日本全國記錄保持者。

## 生涯簡歷
福島千里代表日本國家隊參加了2008年北京奧運會，在100m預賽第一輪位列第五，因而未能晉級。當時她的成績是11.74秒。
在2009年，福島接連在200m中跑出23.33秒、23.14秒、23.00秒，在100m中跑出11.28秒和11.24秒的佳績，共計打破日本全國紀錄五次。她也是日本唯一一名達到世錦賽A標的女子百米選手，并且晉級了當年柏林世界田徑錦標賽的第二輪。同年11月11日，福島千里在廣州舉行的亞洲田徑錦標賽上頂著1.0m/s的逆風跑出了11.27秒，奪得個人第一個亞洲冠軍。11月14日晚，她又與隊友合作摘得4x100m接力金牌。
福島千里在2009年度日本最佳田徑運動員的評選中得票總數列第三。2010賽季伊始，她在廣島再次將自己的100m全國紀錄提高了0.03秒，新紀錄為11秒21；5月3日，她創造了新的200m日本記錄，成績22秒89。
11月22日，在年末於廣州舉行的亞運會上，福島千里以11秒33的成績奪得了自己的第一個亞運會百米冠軍，這是日本選手44年以來第一次獲得這個項目的金牌。三日後的同一賽場上，她又獲得女子200米的冠軍。11月26日最後一天的比賽中，福島千里和隊友一起為日本隊獲得一枚4x100m銅牌，以兩金一銅成為本屆亞運會中日本田徑隊內獲獎牌數最多的隊員，並在閉幕式擔任日本代表團的旗手。12月15日，她被評為日本2010年度最佳田徑運動員。
2011室外赛季伊始，福岛千里在因地震而临时从大阪移师川崎的日本国际田联大奖赛中，和队友协作将日本女子4x100m全国纪录再次从43秒58提高到43秒39。
2016賽季，她在名古屋的日本冠军大会在隔了六年时更新了自己的200m全國紀錄提高了0.01秒，新紀錄為22秒88。她以100m和200m达成了六年连续二首位。
2018年1月11日 , 在東京的新聞發布會上 , 她宣布她於1月1日加入了精工。

## 個人生活
- 2009年8月因為參加柏林田徑世錦賽而赴東京與日本代表團會合，但到達後才發現忘記攜帶自己的護照，因此要折返北海道領取，並再次趕往東京。
- 現時福島千里居住於東京。[9][10]

## 國際大型運動賽會
| 年   | 賽事                        | 舉辦城市               | 名次  | 項目          | 記錄                            |
| ---- | --------------------------- | ---------------------- | ----- | ------------- | ------------------------------- |
| 2005 | 世界少年田徑錦標賽          | 摩洛哥馬拉喀什         | 4sf1  | 100公尺       | 11.95秒                         |
| 2005 | 世界少年田徑錦標賽          | 摩洛哥馬拉喀什         | 7sf2  | 200公尺       | 24.87秒                         |
| 2005 | 世界少年田徑錦標賽          | 摩洛哥馬拉喀什         | 第6名 | Medley Relay  | 2分10.66秒                      |
| 2006 | 世界青年田徑錦標賽          | 中国北京市             | 7sf3  | 100公尺       | 12.11秒                         |
| 2006 | 世界青年田徑錦標賽          | 中国北京市             | h3    | 4×100公尺接力 | Disqualified（170.14）          |
| 2008 | 夏季奧林匹克運動會          | 中国北京市             | 5h5   | 100公尺       | 11.74秒                         |
| 2009 | 世界田徑錦標賽              | 德国柏林               | 7qf2  | 100公尺       | 11.43秒                         |
| 2009 | 世界田徑錦標賽              | 德国柏林               | 4h1   | 200公尺       | 23.40秒                         |
| 2009 | 世界田徑錦標賽              | 德国柏林               | 4h3   | 4×100公尺接力 | 44.24秒                         |
| 2009 | 亞洲田徑錦標賽              | 中国廣東省廣州市       | 金牌  | 100公尺       | 11.27秒                         |
| 2009 | 亞洲田徑錦標賽              | 中国廣東省廣州市       | 金牌  | 4×100公尺接力 | 43.93秒                         |
| 2010 | IAAF Continental Cup        | 斯普立                 | 第6名 | 100公尺       | 11.42秒                         |
| 2010 | IAAF Continental Cup        | 斯普立                 | 第4名 | 4×100公尺接力 | 44.54秒                         |
| 2010 | 亞洲運動會                  | 中国廣東省廣州市       | 金牌  | 100公尺       | 11.33秒                         |
| 2010 | 亞洲運動會                  | 中国廣東省廣州市       | 金牌  | 200公尺       | 23.62秒                         |
| 2010 | 亞洲運動會                  | 中国廣東省廣州市       | 銅牌  | 4×100公尺接力 | 44.41秒                         |
| 2011 | 亞洲田徑大獎賽              | 中国江蘇省昆山市       | 1h    | 4×100公尺接力 | 44.30秒                         |
| 2011 | 亞洲田徑錦標賽              | 日本兵庫縣神戸市       | 金牌  | 200公尺       | 23.49秒                         |
| 2011 | 亞洲田徑錦標賽              | 日本兵庫縣神戸市       | 金牌  | 4×100公尺接力 | 44.05秒                         |
| 2011 | 世界田徑錦標賽              | 大邱廣域市             | 8sf3  | 100公尺       | 11.59秒                         |
| 2011 | 世界田徑錦標賽              | 大邱廣域市             | 8sf1  | 200公尺       | 23.52秒                         |
| 2011 | 世界田徑錦標賽              | 大邱廣域市             | 5h1   | 4×100公尺接力 | 43.83秒                         |
| 2012 | 世界室內田徑錦標賽          | 土耳其伊斯坦堡         | 2h2   | 60公尺        | 7.29秒                          |
| 2012 | 夏季奧林匹克運動會          | 英国 英格兰倫敦        | 5h5   | 100公尺       | 11.41秒                         |
| 2012 | 夏季奧林匹克運動會          | 英国 英格兰倫敦        | 7h3   | 200公尺       | 24.14秒                         |
| 2012 | 夏季奧林匹克運動會          | 英国 英格兰倫敦        | 7h1   | 4×100公尺接力 | 44.25秒                         |
| 2013 | 亞洲田徑錦標賽              | 印度馬哈拉什特拉邦浦納 | 銀牌  | 100公尺       | 11.53秒                         |
| 2013 | 亞洲田徑錦標賽              | 印度馬哈拉什特拉邦浦納 | 第4名 | 200公尺       | 23.82秒                         |
| 2013 | 亞洲田徑錦標賽              | 印度馬哈拉什特拉邦浦納 | 銀牌  | 4×100公尺接力 | 44.38秒                         |
| 2013 | 世界田徑錦標賽              | 俄羅斯莫斯科           | 5h4   | 200公尺       | 23.85秒                         |
| 2014 | DécaNation                  | 法國安傑               | 第4名 | 100公尺       | 11.62秒                         |
| 2014 | 亞洲運動會                  | 仁川廣域市             | 銀牌  | 100公尺       | 11.49秒                         |
| 2014 | 亞洲運動會                  | 仁川廣域市             | 銅牌  | 200公尺       | 23.45秒                         |
| 2014 | 亞洲運動會                  | 仁川廣域市             | 銅牌  | 4×100公尺接力 | 44.05秒                         |
| 2015 | 世界接力賽                  | 巴哈马拿索             | h3    | 4×100公尺接力 | Disqualified（IAAF Rule 170.7） |
| 2015 | 亞洲田徑錦標賽              | 中国湖北省武漢市       | 金牌  | 100公尺       | 11.23秒                         |
| 2015 | 亞洲田徑錦標賽              | 中国湖北省武漢市       | 銀牌  | 4×100公尺接力 | 44.14秒                         |
| 2015 | 世界田徑錦標賽              | 中国北京市             | 7sf2  | 100公尺       | 11.32秒                         |
| 2015 | 世界田徑錦標賽              | 中国北京市             | 5h5   | 200公尺       | 23.30秒                         |
| 2016 | Europejski Festiwal Sztafet | 波蘭比德哥什奇         | 第7名 | 100公尺       | 13.54秒                         |
| 2016 | 中日韓田徑對抗賽            | 慶尚北道金泉市         | 金牌  | 200公尺       | 23.27秒                         |
| 2016 | 中日韓田徑對抗賽            | 慶尚北道金泉市         | 金牌  | 4×100公尺接力 | 44.84秒                         |
| 2016 | 夏季奧林匹克運動會          | 巴西里約熱內盧         | 5h7   | 200公尺       | 23.21秒                         |
| 2018 | 中日韓田徑對抗賽            | 日本北海道札幌市厚別區 | 金牌  | 4×100公尺接力 | 44.75秒                         |
| 2018 | 亞洲運動會                  | 印度尼西亞雅加達       | 4h1   | 100公尺       | 11.99秒                         |
| 2019 | 亞洲田徑錦標賽              | 杜哈                   | 8sf1  | 100公尺       | 12.02秒                         |

## 統計
| 成績                    | 風速（m/s） | 反應時間 | 時間           | 地點                         | 地面條件（溼度，溫度） |
| ----------------------- | ----------- | -------- | -------------- | ---------------------------- | ---------------------- |
| 11.21秒                 | +1.7        |          | 2010年4月29日  | 日本廣島縣廣島市安佐南區     |                        |
| 11.23秒                 | -0.5        | 0.129秒  | 2015年8月23日  | 中国北京市朝陽區             | 74%，25℃               |
| 11.24秒                 | +1.9        |          | 2009年6月7日   | 日本鳥取縣鳥取市             |                        |
| 11.24秒                 | +0.3        |          | 2010年6月27日  | 日本鳥取縣鳥取市             |                        |
| 11.24秒                 | -0.3        |          | 2011年6月26日  | 日本鳥取縣鳥取市             |                        |
| 11.24秒                 | +1.6        |          | 2011年10月8日  | 日本山口縣山口市             |                        |
| 11.25秒                 | +1.7        | 0.141秒  | 2015年7月11日  | 西班牙馬德里                 |                        |
| 11.26秒                 | +0.5        |          | 2010年10月2日  | 日本千葉縣千葉市稲毛區天台町 |                        |
| 11.27秒                 | -1.0        | 0.182秒  | 2009年11月11日 | 中国廣東省廣州市天河區       |                        |
| 11.27秒                 | -0.1        |          | 2010年5月8日   | 日本大阪府大阪市東住吉區     |                        |
| 平均約11.244972867242秒 |             |          |                |                              |                        |

## 與韋永麗的交手紀錄
福島千里和韋永麗分別是中日短跑主力之一，兩人互為老對手，同場競技較量常是熱門話題。
- 以下為兩人歷年同場競技紀錄（不包括接力項目）

| 日期          | 賽會名稱                             | 風速（m/s） | 福島千里                       | 韋永麗                         | 獲勝者   | 成績差距 |
| ------------- | ------------------------------------ | ----------- | ------------------------------ | ------------------------------ | -------- | -------- |
| 2012年5月6日  | - ゴールデングランプリ - 100公尺決賽 | +0.1        | - 銅牌 - 11.39秒               | - 第4名 - 11.41秒              | 福島千里 | 0.02秒   |
| 2013年7月4日  | - 亞洲田徑錦標賽 - 100公尺決賽       | -0.3        | - 銀牌 - 11.53秒               | - 金牌 - 11.29秒               | 韋永麗   | 0.24秒   |
| 2014年9月27日 | - 亞洲運動會 - 田徑100公尺預賽第1組  | -0.3        | - 第1名 - 11.49秒（RT：0.152） | - 第2名 - 11.53秒（RT：0.177） | 福島千里 | 0.04秒   |
| 2014年9月28日 | - 亞洲運動會 - 田徑100公尺決賽       | -0.5        | - 銀牌 - 11.49秒（RT：0.163）  | - 金牌 - 11.48秒（RT：0.196）  | 韋永麗   | 0.01秒   |
| 2014年9月30日 | - 亞洲運動會 - 田徑200公尺預賽第2組  | +1.2        | - 第1名 - 23.35秒（RT：0.159） | - 第2名 - 23.55秒（RT：0.178） | 福島千里 | 0.20秒   |
| 2014年10月1日 | - 亞洲運動會 - 田徑200公尺決賽       | 0.0         | - 銅牌 - 23.45秒（RT：0.166）  | - 銀牌 - 23.27秒（RT：0.181）  | 韋永麗   | 0.18秒   |
| 2015年6月4日  | - 亞洲田徑錦標賽 - 100公尺決賽       | +2.5        | - 金牌 - 11.23秒（RT：0.121）  | - 銅牌 - 11.46秒（RT：0.167）  | 福島千里 | 0.23秒   |
| 2018年5月20日 | - ゴールデングランプリ - 100公尺決賽 | +2.3        | - 第4名 - 11.49秒              | - 金牌 - 11.17秒               | 韋永麗   | 0.32秒   |

## 外部連結
- 福島千里在国际奥林匹克委员会的资料
- 福島千里在的頁面
- 福島千里的X（前Twitter）
- 福島千里公式部落格「走ルンだ ちー 食べルンだ ちー」 powered by Ameba （页面存档备份，存于）
- 日本田聯選手名鑑 - 福島千里 （页面存档备份，存于）
- 精工的支持運動員 （页面存档备份，存于）
- 福島千里加入精工、特別採訪 （页面存档备份，存于）
- 所屬隊伍 - 北海道高新科技專門學校 （页面存档备份，存于）
- 福島200米預選賽淘汰2016年里約熱內盧奧運會 （页面存档备份，存于）